# 遅浩田
遅 浩田（ち こうでん、簡体字：迟浩田、繁体字：遲浩田、英語：Chi Haotian、チー・ハオティエン、1929年7月9日 - ）は、中華人民共和国の政治家、軍人。第15期中央政治局委員、中央軍事委員会副主席、国務委員、国防部長などを歴任した。

## 経歴
1929年7月9日に山東省招遠県に誕生する。1945年7月、八路軍に入隊。1946年、中国共産党に入党。1950年、中国人民志願軍に参加。1955年、少校に任官された。
1955年、第27軍235団政治処主任。1958年から1960年に解放軍総部高級歩兵学校、1959年から1960年に中国人民解放軍軍事学院（合成系）に在学していた。
1960年、第27軍79師235団副政治委員兼政治処主任、団政治委員。1962年、中校に昇格。1966年、79師政治部主任。1967年、79師副政治委員。1969年、第27軍政治部副主任。
1973年に北京軍区副政治委員となり、人民日報副総編集長となる。1976年7月に発生した唐山地震では救済活動に参加した。副総参謀長、総参謀部政治部主任、済南軍区政治委員、解放軍、総参謀長、総参謀党委員会書記を歴任した。
1988年に中央軍事委員会委員、総参謀長、上将となる。
1989年の六四天安門事件では、戒厳令部隊の副指揮として、総指揮の劉華清上将と参戦。
1992年10月の第14回全国代表大会で中央軍事委員会委員に再任し、1993年3月の第8期全人代第1回会議で国務委員、国防部長となり、1995年9月に中央軍事委員会副主席を務めた。そして2003年3月の全人代で引退した。
2005年4月に胡錦濤の平和・発展路線を批判し、台湾の武力解放の為なら日本とアメリカに核の使用さえ辞さないと演説し、「どのような事態になっても、我々中国共産党は決して歴史の舞台から引き下がらない。我々は歴史の舞台から退くよりも、あえて世界中の人民を道連れに自決する道を選ぶ。」とも発言したとするリークがされた。国防部長時代にも「台湾の解放」を訴えている。